# شوش (آسکران)
شوش (به ارمنی: Շոշ) یک منطقهٔ مسکونی در جمهوری آرتساخ است که در استان آسکران واقع شده‌است. شوش ۶۴۱ نفر جمعیت دارد.